# Valpuri Urpiainen
Valpuri Urpiainen, död 1692, var föremål för ett uppmärksammat rättsfall i Finland under 1600-talet. Hon var gift med en sjöman och ställdes inför domstol för äktenskapsbrott med en bonde. Rättegången anses historiskt intressant och har varit föremål för forskning.   